# Дом Липпе
Липпе (нем. Lippe) — вестфальский владетельный дом, до XX века правивший графствами (княжествами) Липпе-Детмольд и Шаумбург-Липпе. Фамилия и регион Липпе получили название от одноименной реки.
Под 1123 годом в документах впервые упоминается Бернхард I (ум. ок. 1158) в качестве сеньора Липпе. Предположительно, дом Липпе (как и графы Арнсберга) представляет собой младшую ветвь могущественного в X—XII века Верльского дома. Его родоначальником считается граф Бернхард I Верльский (ум. ок. 982), по одной из версий, зять короля Обеих Бургундий Конрада I Тихого.
Бернхард II (1140—1224), известный как военачальник при Генрихе Льве, построил г. Липпштадт. Приобретения, сделанные в XIV и XV в. его преемниками, были впоследствии утрачены вследствие разделов, семейных распрей и участия в кровавых усобицах.
Симон V в 1529 году был признан имперским графом. Состав владений установился к XVI веку. Бернгард VIII присоединился в 1556 году к лютеранскому исповеданию. Сын его, Симон VI, ввел реформатское исповедание, которое с тех пор является преобладающим.
Несмотря на то, что ещё в XIV веке введено было право первородства, Симон VI разделил свои земли в 1613 году между тремя сыновьями, из которых старший, Симон VII, продолжил главную линию, Липпе-Детмольд. Второй, Оттон, основал линию Липпе-Браке, а третий, Филипп — линию Липпе-Бюккебург (Шаумбург-Липпе). Линия Липпе-Браке вымерла в 1709 году и её владения перешли главной линии — Липпе-Детмольд.
От главной линии отделились боковые линии — Липпе-Бистерфельд и Липпе-Вейсенфельд.
В 1720 году граф Липпе-Детмольд Симон-Генрих-Адольф был возведен в княжеское достоинство. В 1789 году князья Липпе-Детмольд получили титул имперских князей Липпе, хотя особого права голоса в рейхстаге не имели.
После пресечения главной линии Липпе в 1905 году княжество перешло к линии Липпе-Вейсенфельд (князь Леопольд IV 1905—1918).
В 1916 году Леопольд IV учредил титулы Его высочество принц Липпе-Бистерфельд (пожалован племяннику князя Бернхарду-Леопольду) и Его высочество принц Липпе-Вейсенфельд (пожалован потомку графов Липпе-Вейсенфельд Клеменцу). В 1918 году князь Леопольд IV отрёкся от престола и оставался главой дома Липпе вплоть до своей смерти в 1949 году. После его смерти главой дома стал его сын от второго брака Армин Леопольд Эрнст Бруно Генрих Вилла Август цур Липпе (1924—2015). Нынешним главой является сын Армина по имени Стефан (р.1959).

## Генеалогическая схема дома
- Сеньоры фон Верль (X в.—982)
  - Графы Гёвель (? —1067)
  - Графы Вестфалии (? —1024) Королева Нидерландов Беатрикс по отцу принадлежит к дому Липпе
    - Графы Верль (1024—1111)
      - Графы Арнсберг (1063—1154)
        - Графы Ритберг (1092—1115/8)

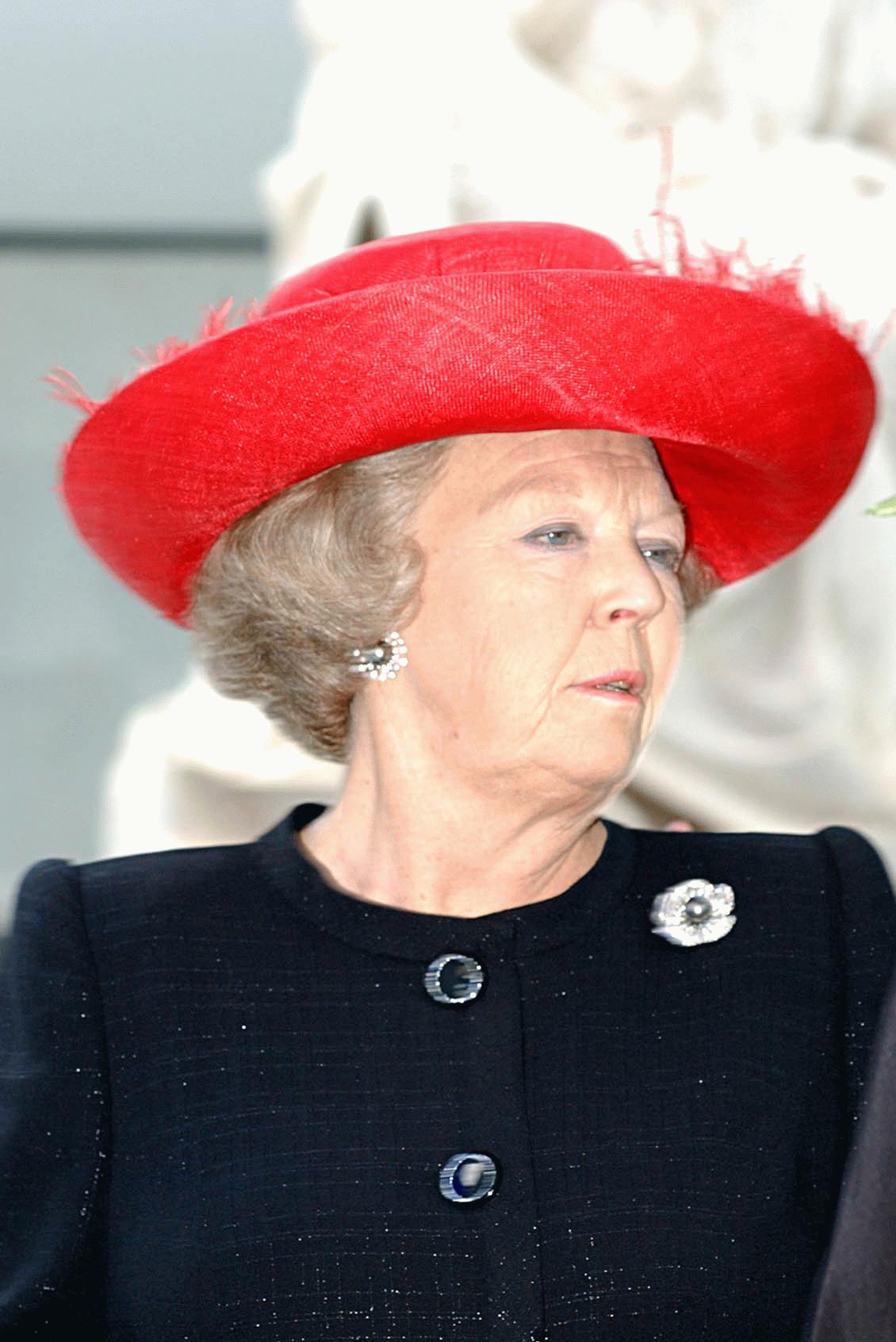
Королева Нидерландов Беатрикс по отцу принадлежит к дому Липпе

      - Сеньоры, графы, а с 1528 рейхсграфы Липпе (1063—1613)
        - Графы Липпе-Детмольд, с 1789 имперские князья Липпе (1613—1905)
          - Графы Штернберг и Шваленберг (1627—1762)
            - Графы Липпе-Бистерфельд, а с 1905 имперские князья Липпе (1762—по сей день)
              - Принцы Липпе-Бистерфельд (1916—по сей день)
                - Королева Нидерландов (1980—2013)

            - Графы Липпе-Вейсенфельд (1762—1900)
              - Принцы Липпе-Вейсенфельд (1916—по сей день)

        - Графы Липпе-Браке (1613—1709)
        - Графы Липпе-Шваленберг (1616—1620)
        - Графы Липпе-Бюккебург (1613—1681)
          - Графы Шаумбург-Липпе (1681—1777)
          - Графы Липпе-Альфердиссен, а с 1777 графы Шаумбург-Липпе (1681—по сей день)

Резиденции дома Липпе
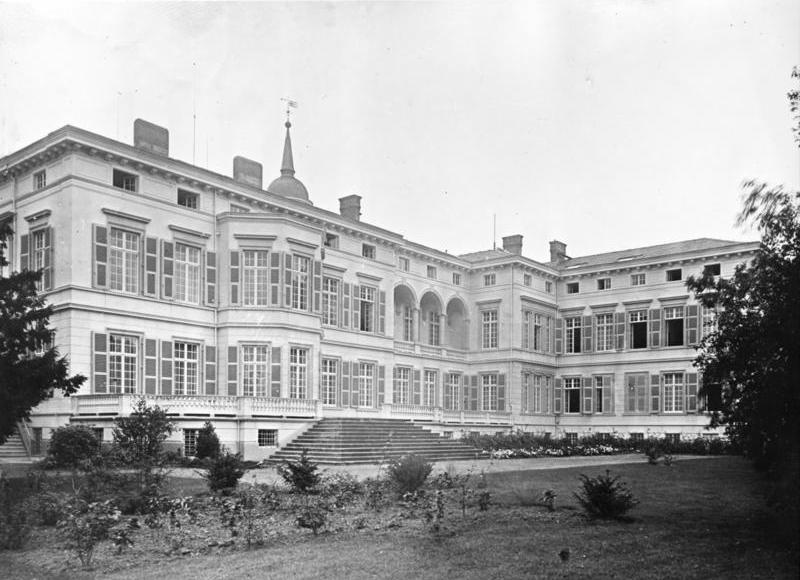
Шаумбургский дворец в Бонне
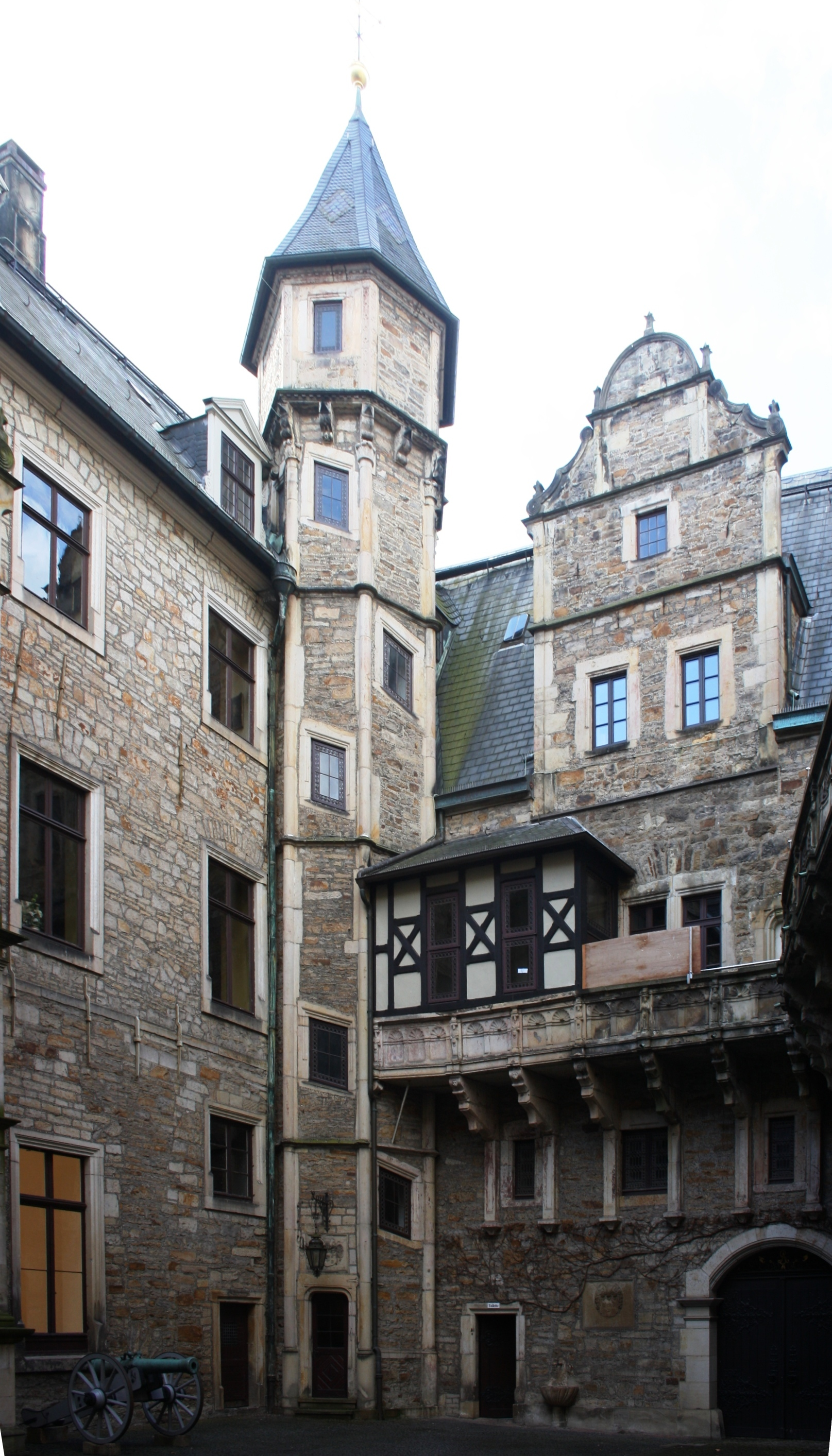
Бюккебургский замок
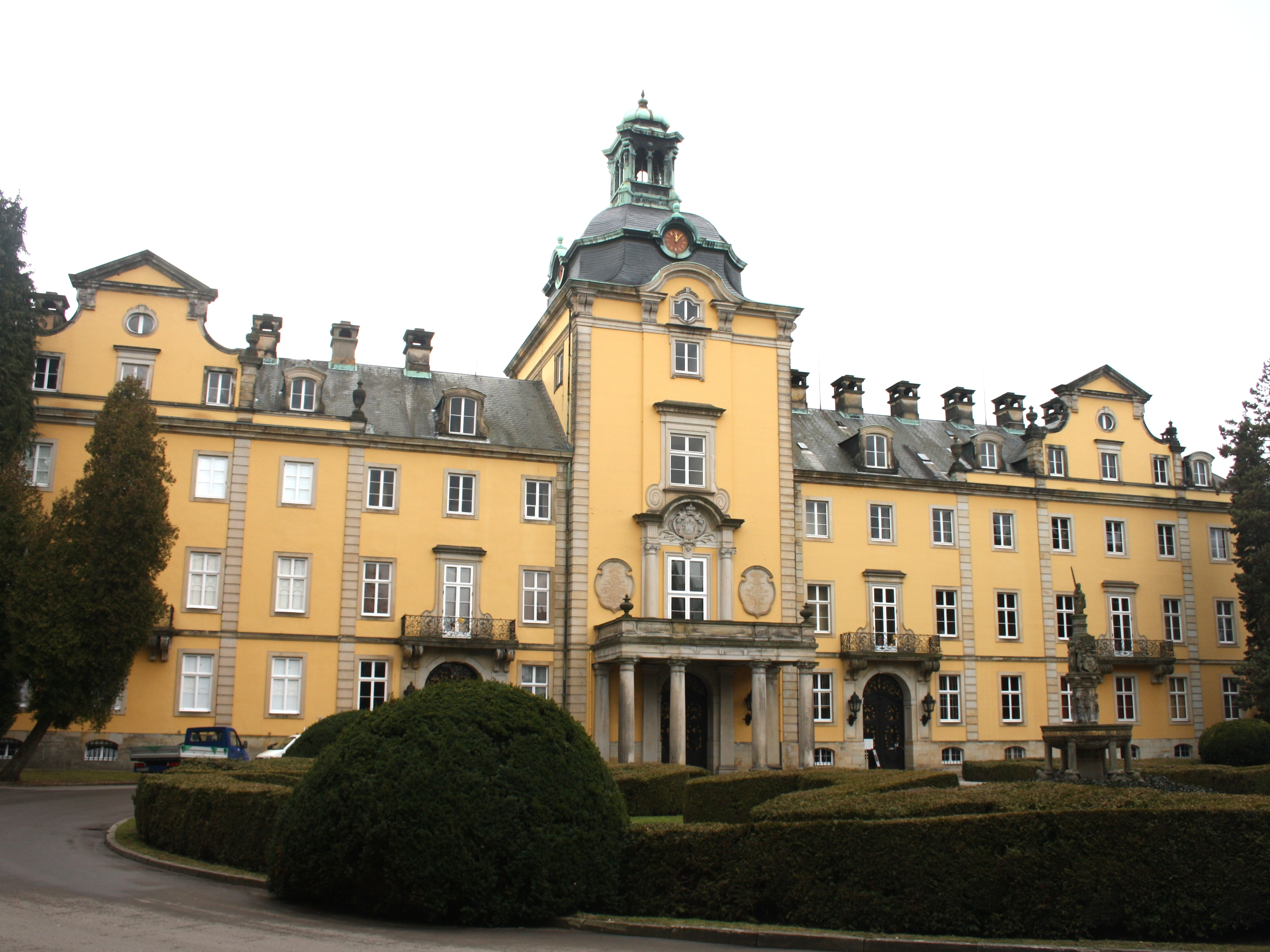
Замок Бюкебург
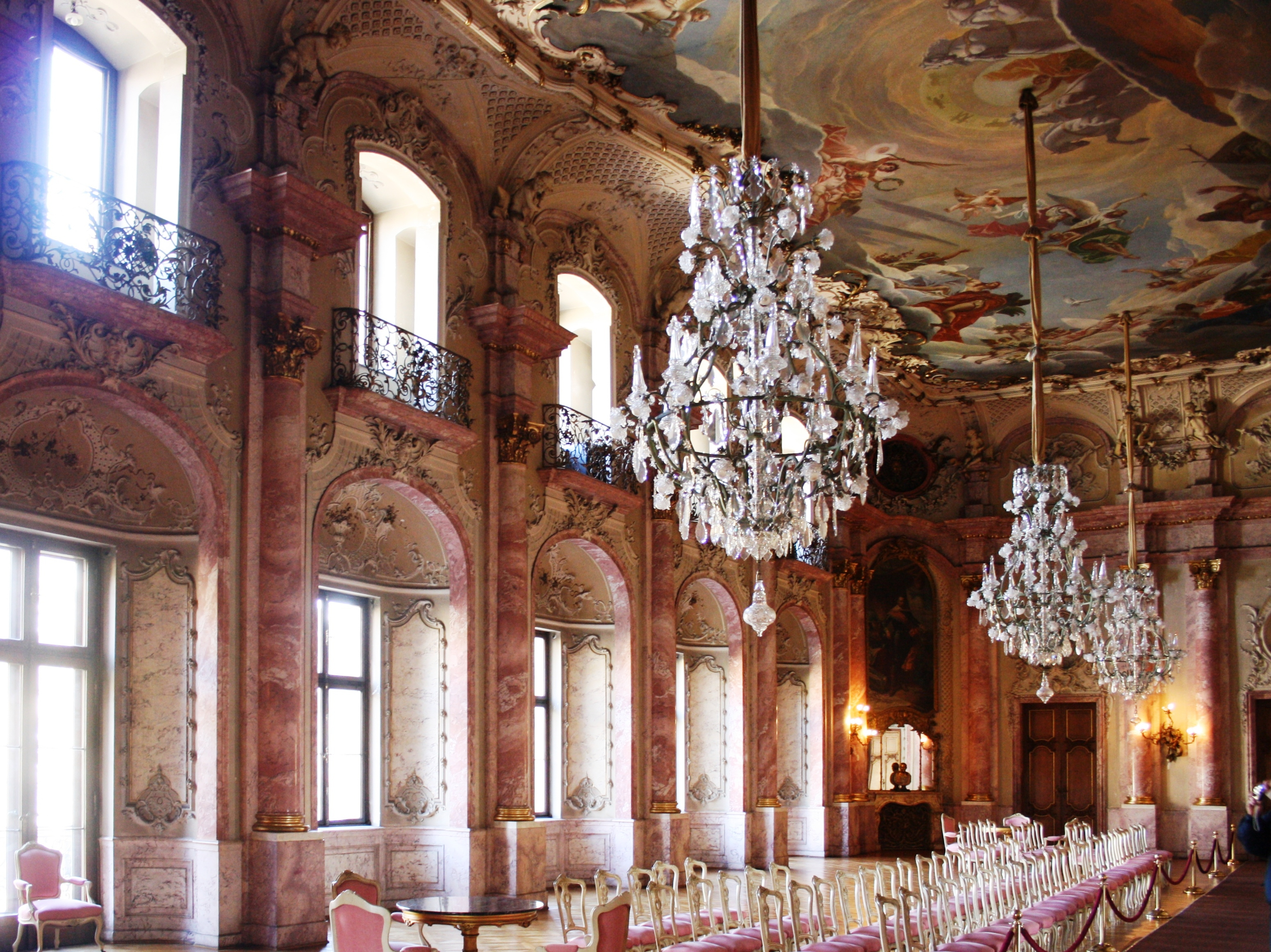
Один из залов Бюкебургского замка
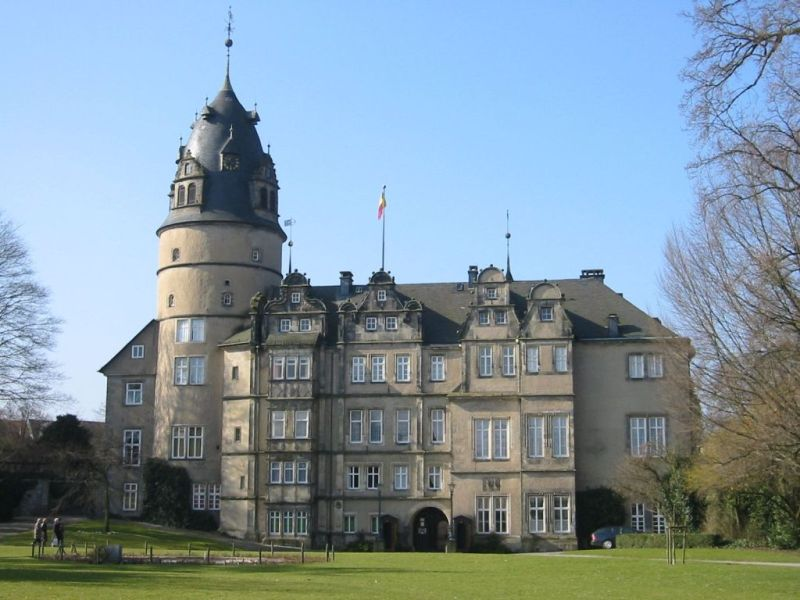
Княжеская резиденция в Детмольде